# Awazymyz
«Awazymyz» («Авазымы́з»; с караим. — «Наш голос») — общественный культурно-исторический журнал польских караимов.

## История
История журнала восходит к 1979 году, когда группой караимской молодёжи в Варшаве было издано два номера журнала «Coś» («Что-то») под редакцией Марка Фирковича. В 1989 году название журнала было изменено на «Awazymyz», в переводе с караимского — «Наш голос». Редактором единственного вышедшего в том году в Варшаве номера, посвящённого поэту Захарию Абрагамовичу, была Анна Сулимович, а издателем Караимский религиозный союз Польши. Планировавшийся к изданию второй номер был посвящён писателю и поэту Александру Мардковичу. После десятилетнего перерыва издание журнала возобновилось Союзом караимов Польши во Вроцлаве. В 1999—2003 годах «Awazymyz» выходил в электронной версии и был доступен караимам Польши и Литвы. В 2004 году журнал зарегистрирован в Национальном центре ISSN Национальной библиотеки Польши.
C 2004 года журнал выходил в чёрно-белом варианте с цветной обложкой, с 2007 года стал полностью цветным. В 2008, 2009 и 2010 годах в виде приложения вышло три русскоязычных номера журнала. Шеф-редактором приложения была Татьяна Машкевич.

## Структура
Первоначально журнал был нерегулярным, затем выходил раз в полугодие, с 2006 года — ежеквартально, а с 2019 года вновь раз в полугодие (сдвоенные номера). В издании, направленном на сохранение караимско-тюркских традиций и ценностей, освещается жизнь караимских общин Польши и других стран, публикуются караимская поэзия, мемуары, публицистика, исторические и биографические материалы. Журнал издаётся при финансовой поддержке министра внутренних дел и администрации и министра культуры и национального наследия Польши. В 2019 году министром культуры Польши на издание журнала выделено 28 тысяч злотых.
С 1999 года главным редактором журнала является Мариоля Абкович. В редакционную коллегию также входят Адам Дубинский и Анна Пилецкая.